# Ain't 2 Proud 2 Beg
Ain't 2 Proud 2 Beg är en låt inspelad av den amerikanska hiphop- och R&B-trion TLC för deras första studioalbum Ooooooohhh… On the TLC Tip (1992). Låten skrevs av Dallas Austin och Lisa "Left Eye" Lopes. Den innehåller samplingar av James Browns "Escapism", Kool and the Gangs "Jungle Boogie", Average White Bands "School Boy Crush", Silver Connections "Fly Robin Fly" samt Bob James "Take Me To The Mardi Gras".
Musikvideon regisserades av Lionel C. Martin.

## Låtlista
1. "Ain't 2 Proud 2 Beg" (Album Version) - 5:39
2. "Ain't 2 Proud 2 Beg" (Smoothed Down Radio Remix) - 4:37
3. "Ain't 2 Proud 2 Beg" (Smoothed Down Extended Remix) - 5:53
4. "Ain't 2 Proud 2 Beg" (Dallas' Dirt Mix) - 5:56
5. "Ain't 2 Proud 2 Beg" (Left Eye's "3 Minutes And Counting") - 5:47
6. "Ain't 2 Proud 2 Beg" (Rap Version) - 4:52

## Listplaceringar
| Lista (1992)                                       | Högsta position |
| -------------------------------------------------- | --------------- |
| Storbritannien (UK Singles Chart)                  | 13              |
| USA Billboard Hot 100                              | 6               |
| USA Hot Dance Music/Maxi-Singles Sales (Billboard) | 1               |
| USA Hot R&B/Hip-Hop Singles & Tracks (Billboard)   | 2               |